# Möggers
Möggers – gmina w Austrii, w kraju związkowym Vorarlberg, w powiecie Bregencja. Liczy 487 mieszkańców (1 stycznia 2015).